# Mosedale
Mosedale – przysiółek w Anglii, w Kumbrii, w dystrykcie (unitary authority) Westmorland and Furness, w civil parish Mungrisdale, położony ok. 15 km na zachód od miasta Penrith. W 1931 roku civil parish liczyła 49 mieszkańców